# Sodna vas
Sodna vas je naselje u slovenskoj Općini Podčetrtku. Sodna vas se nalazi u pokrajini Štajerskoj i statističkoj regiji Savinjskoj. 

## Stanovništvo
Prema popisu stanovništva iz 2002. godine naselje je imalo 80 stanovnika.